# Christian Cage
William Jason "Jay" Reso (sinh ngày 30/11, 1973) là một diễn viên người Canada và là một đô vật chuyên nghiệp đã nghỉ hưu ở WWE với tên trên võ đài là Christian Cage, sau rút gọn thành Christian. Anh có người bạn trong WWE là Edge. Anh từng giành được rất nhiều chức vô địch trong WWE.